# Bùi Sỹ Lợi
Bùi Sỹ Lợi (sinh ngày 23 tháng 8 năm 1959) là một chính trị gia người Việt Nam. Ông từng là đại biểu quốc hội Việt Nam khóa XIV nhiệm kì 2016-2021, thuộc đoàn đại biểu Quốc hội tỉnh Thanh Hóa, Phó Chủ nhiệm Thường trực Ủy ban Về các vấn đề xã hội của Quốc hội, Chủ tịch Nhóm Nghị sĩ hữu nghị Việt Nam - Bỉ, Ủy viên Ban Chấp hành Tổng Liên đoàn Lao động Việt Nam. Ông đã trúng cử đại biểu quốc hội năm 2016 ở đơn vị bầu cử số 3, tỉnh Thanh Hóa (gồm Quảng Xương, Nông Cống, Nghi Sơn, Như Xuân, Như Thanh) với tỉ lệ 88,82% số phiếu hợp lệ. Ông từng là đại biểu quốc hội Việt Nam các khóa XI, 12, 13 đoàn tỉnh Thanh Hóa.

## Xuất thân
Bùi Sỹ Lợi sinh ngày 23 tháng 8 năm 1959 quê quán ở thị trấn Tân Phong, huyện Quảng Xương, tỉnh Thanh Hóa. 
Ông hiện cư trú ở Căn hộ A12A-02, Tòa nhà Sky-City, 88 Láng Hạ, phường Láng Hạ, quận Đống Đa, thành phố Hà Nội.

## Giáo dục
- Giáo dục phổ thông: 10/10
- Đại học Kinh tế quốc dân
- Tiến sĩ Kinh tế và tổ chức lao động
- Cao cấp lí luận chính trị

## Sự nghiệp
Ông gia nhập Đảng Cộng sản Việt Nam vào ngày 02/02/1985.
Khi ứng cử đại biểu Quốc hội Việt Nam khóa XIV vào tháng 5 năm 2016 ông đang là Phó Chủ nhiệm Thường trực Ủy ban Về các vấn đề xã hội của Quốc hội, làm việc ở Ủy ban Về các vấn đề xã hội của Quốc hội.
Ông đã trúng cử đại biểu quốc hội năm 2016 ở đơn vị bầu cử số 3, tỉnh Thanh Hóa (gồm Quảng Xương, Nông Cống, Nghi Sơn, Như Xuân, Như Thanh) với tỉ lệ 88,82% số phiếu hợp lệ.
Ông từng là Phó Chủ nhiệm Thường trực Ủy ban Về các vấn đề xã hội của Quốc hội, Chủ tịch Nhóm Nghị sĩ hữu nghị Việt Nam - Bỉ, Ủy viên Ban Chấp hành Tổng Liên đoàn Lao động Việt Nam.
Ông từng làm việc ở Ủy ban Về các vấn đề xã hội của Quốc hội.
Ông là đại biểu Quốc hội chuyên trách Trung ương.